# Kim Young-Ho
Kim Young-Ho (hangul: 김영호, hanja: 金永浩), född den 9 april 1971 i Nonsan, Sydkorea, är en sydkoreansk fäktare som tog OS-guld i herrarnas florett i samband med de olympiska fäktningstävlingarna 2000 i Sydney.